# Szex és New York 2.
A Szex és New York 2. (eredeti cím: Sex and the City 2) 2010-ben bemutatott amerikai romantikus filmvígjáték Michael Patrick King rendezésében, mely a nagy sikerű tévésorozat, a Szex és New York alapján készült azonos című mozifilm folytatása. A főszerepben Sarah Jessica Parker, Kim Cattrall, Kristin Davis, Cynthia Nixon.

## Történet
Carrie, Samantha, Charlotte és Miranda története folytatódik. Két év telt el, mostanra pedig Carrie házassága unalmassá vált, Miranda kezd belefulladni a rengeteg munkába, Charlotte lányaival, Samantha pedig a klimaxszal küzd. Mindezek után úgy hozza a sors, hogy Samantha jóvoltából végre elmenekülhetnek New Yorkból és mind a négyen elrepülhetnek a világ egyik legexkluzívabb helyére, az Egyesült Arab Emírségekbeli Abu-Dzabiba, ahol számos kaland vár rájuk, de New York most is visszavárja őket, hogy helyrehozhassák régi, megszokott életüket.

## Szereplők
| Szereplő                       | Eredeti hang                                                | Magyar hang       |
| ------------------------------ | ----------------------------------------------------------- | ----------------- |
| Carrie Bradshaw                | Sarah Jessica Parker                                        | Spilák Klára      |
| Samantha Jones                 | Kim Cattrall                                                | Létay Dóra        |
| Charlotte York Goldenblatt     | Kristin Davis                                               | Kéri Kitty        |
| Miranda Hobbes                 | Cynthia Nixon                                               | Bertalan Ágnes    |
| John James Preston / Mr. Big   | Chris Noth                                                  | Kőszegi Ákos      |
| Aidan Shaw                     | John Corbett                                                | Haás Vander Péter |
| Steve Brady                    | David Eigenberg                                             | Harmath Imre      |
| Harry Goldenblatt              | Evan Handler                                                | Fekete Ernő       |
| Jerry "Smith" Jerrod           | Jason Lewis                                                 | Miller Zoltán     |
| Anthony Marentino              | Mario Cantone                                               | Bodrogi Attila    |
| Stanford Blatch                | Willie Garson                                               | Berzsenyi Zoltán  |
| Magda                          | Lynn Cohen                                                  | Illyés Mari       |
| Brady Hobbes                   | Joseph Pupo                                                 | Bogdán Gergő      |
| Rose Goldenblatt               | Savanna Mae & Sienna Cheryl Dezio Sabrina & Liliana Pizzuto | Néma szereplő     |
| Lily York Goldenblatt          | Alexandra & Parker Fong                                     | Jelinek Éva       |
| Erin                           | Alice Eve                                                   | Németh Borbála    |
| Butler Guarau                  | Raza Jaffrey                                                | Viczián Ottó      |
| Mahmud                         | Dhaffer L'Abidine                                           | Széles Tamás      |
| Mr. Safir                      | Omid Djalili                                                | Gesztesi Károly   |
| Carmen                         | Penélope Cruz                                               | ?                 |
| Önmaga                         | Miley Cyrus                                                 | Néma szereplő     |
| Önmaga                         | Liza Minnelli                                               | Tímár Éva         |
| Shiekh Khalid sejk             | Art Malik                                                   | Törköly Levente   |
| Rikard Spirit                  | Max Ryan                                                    | Zámbori Soma      |
| Nicky Marantino, Anthony öccse | Noah Mills                                                  | Sarádi Zsolt      |
| Gloria Blatch, Stanford anyja  | Viola Harris                                                | Kassai Ilona      |
| Leo Blatch, Stanford apja      | Gerry Vichi                                                 | Bácskai János     |
| Kevin, Miranda kollégája       | Neal Bledsoe                                                | Szabó Máté        |
| Tom, Miranda főnöke            | Ron White                                                   | ?                 |
| Basimah                        | Goldy Notay                                                 | Ősi Ildikó        |
| Jihan                          | Anoush NeVart                                               | Náray Erika       |

További színészek: Lynn Cohen, Mariah Carey, Liza Minnelli, Miley Cyrus, Heidi Klum, Tuesday Knight

További magyar hangok: Szaid Tisiti, Szalay Imre, Varga Rókus

## Díjak
A filmet 2011-ben jelölték a legrosszabb alakításokat „díjazó” Arany Málna díjra „a legpocsékabb film” kategóriában.